# Polska nowela fantastyczna
Polska nowela fantastyczna – seria wydawnicza, w której skład wchodzi sześć tomów antologii polskiej noweli fantastycznej. Seria wydawana była w latach 1983–1986 przez Wydawnictwo Alfa w wyborze i opracowaniu Stefana Otcetena i opracowaniu graficznym Andrzeja Pągowskiego.
Seria jest wznowieniem, a jednocześnie „uzupełnieniem i kontynuacją” słynnej antologii zredagowanej przez Juliana Tuwima z ilustracjami Jana Marcina Szancera pod takim samym tytułem, która ukazała się początkowo w jednym tomie w 1949 nakładem Państwowego Instytutu Wydawniczego. W 1952 Tuwim dokonał reedycji, rozbił książkę na 2 tomy, usunął jedno opowiadanie i dodał kilka nowych utworów. Na tym wydaniu wzorowały się wszystkie następne wznowienia, m.in. w latach 70. w serii Biblioteka Klasyki Polskiej i Obcej Wydawnictwa Literackiego. Wznowione przez Stefana Otcetena w 1983 dwa tomy antologii Tuwima zapoczątkowały sześciotomową rozbudowaną reedycję. 
W każdym z tomów na końcu zamieszczono krótkie biogramy autorów antologii. Utwory w tomach ułożone są chronologicznie. Seria ma jednolitą szatę graficzną, a liczba oczek na okładce odpowiada numerowi tomu, przy czym „oczko” jest interpretowane zarówno dosłownie jako grafika ludzkiego oka, jak i przenośnie jako punkt na kostce do gry. 

## Wydanie z 1949
- Henryk Rzewuski – Ja gorę
- Lucjan Siemieński – Diabeł w Krakowie
- Józef Bohdan Dziekoński – Duch jaskini
- Jan Barszczewski –  Włosy krzyczące na głowie
- Jan Barszczewski – Zachariaszek
- Karol Libelt – Gra w szachy
- Józef Korzeniowski – Narożna kamienica
- Włodzimierz Zagórski – Moja przygoda na dworze J.O. wojewody wileńskiego ks. Radziwiłła Panie Kochanku
- Józef Dzierzkowski – Lekarz magnetyczny
- Władysław Łoziński – Zapatan
- Józef Maksymilian Ossoliński –  Nie użyje, nie zje, nie spije... diabeł przyleci i porwie
- Józef Maksymilian Ossoliński – Fraszka diabeł (cz. 1: Co diablica zarwie, tego i diabeł nie wydrze, cz. 2: Jeszcze z onegdajszego ostatek)
- Jan Potocki – Historia komandora Torelwy (fragment powieści Rękopis znaleziony w Saragossie)

## Wydania od 1952

### Tom I:Ja gorę
Prezentowane w tym tomie utwory powstały od końca XVIII w. do dwudziestolecia międzywojennego. Tytuł został nadany w wydaniu z 1983.
- Józef Maksymilian Ossoliński –  Nie użyje, nie zje, nie spije... diabeł przyleci i porwie
- Józef Maksymilian Ossoliński – Fraszka diabeł (cz. 1: Co diablica zarwie, tego i diabeł nie wydrze, cz. 2: Jeszcze z onegdajszego ostatek)
- Jan Potocki – Historia komandora Torelwy (fragment powieści Rękopis znaleziony w Saragossie)
- Jan Barszczewski –  Włosy krzyczące na głowie
- Jan Barszczewski – Zachariaszek
- Henryk Rzewuski – Ja gorę
- Józef Korzeniowski – Narożna kamienica
- Józef Dzierzkowski – Lekarz magnetyczny
- Aleksander Groza – Biała róża Pinettiego
- Karol Libelt – Gra w szachy
- Ludwik Sztyrmer – Paliwoda (cz. 1: Małe przygody, cz. 2: Przygody mniejsze)
- Teodor Tripplin – Grobowiec bez napisu nad Niemnem

### Tom II:Władca czasu
Prezentowane w tym tomie utwory powstały od końca XVIII w. do dwudziestolecia międzywojennego. Tytuł został nadany w wydaniu z 1983.
- Józef Bohdan Dziekoński – Duch jaskini
- Józef Bohdan Dziekoński – Siła woli
- Ludwik Niemojowski – Szach i mat!
- Włodzimierz Zagórski – Moja przygoda na dworze J.O. wojewody wileńskiego ks. Radziwiłła Panie Kochanku
- Sygurd Wiśniowski – Niewidzialny
- Władysław Łoziński – Zapatan
- Bolesław Prus – Dziwna historia
- Bolesław Prus – Sen
- Antoni Lange – Władca czasu
- Stefan Grabiński – Ślepy tor
- Stefan Grabiński – Zemsta żywiołaków

## Wydanie z lat 1984-1986
Tomy I i II są takie same jak w poprzednich wydaniach.

### Tom III:Podróż na Księżyc(1984)
Zawiera utwory napisane od połowy XVII w. do lat 80. XIX w. Jednym z kryteriów doboru utworów do tomu był fakt niepublikowania ich po 1945 roku (z jednym wyjątkiem – Sygurd Wiśniowski Drzewo latające).
- Stanisław Leszczyński, król Polski – Rozmowa Europejczyka z wyspiarzem z królestwa Dumocala
- Michał Dymitr Krajewski – Peregrynacja Wojciecha Zdarzyńskiego na Księżyc (fragment powieści Wojciech Zdarzyński)
- Baron Brambeus (Józef Julian Sękowski) – Podróż uczona na Wyspę Niedźwiedzią
- Teodor Tripplin – Podróż po Księżycu odbyta przez Serafina Bolińskiego
- Deotyma (Jadwiga Łuszczewska) – Zwierciadlana zagadka
- Sygurd Wiśniowski – Drzewo latające

### Tom IV:Król powietrza(1985)
Zawiera utwory z lat 1894-1918. Jednym z kryteriów doboru utworów do tomu był fakt niepublikowania ich po 1945 roku.
- Włodzimierz Zagórski – Diable wiano
- Włodzimierz Zagórski – W XX wieku
- Abul (Władysław Satke) – Goście z Marsa
- Jan Mieroszewicz (Wacław Gąsiorowski) – Zginęła głupota!
- Ludwik Szczepański – Król powietrza
- Bogusław Adamowicz – Dzieje niewiadomego doży
- Bogusław Adamowicz – Tajemnica długiego i krótkiego życia
- Tadeusz Konczyński – Wyspa smutku
- Tadeusz Konczyński – Miasto stu tysięcy
- Antoni Lange – Kometa
- Antoni Lange – Memoriał doktora Czang-Fu-Li
- Jadwiga Bohuszewiczowa – Tajemnica sfinksa północnego
- Ferdynand Antoni Ossendowski – Przybysze z Kamparty
- Franciszek Mirandola (Franciszek Pik) – Sztuczny żołnierz
- Franciszek Mirandola (Franciszek Pik) – Genialny pomysł

### Tom V:Niezwykły kryształ(1986)
Zawiera utwory napisane w okresie dwudziestolecia międzywojennego, z wyjątkiem noweli Stanisława Balińskiego, napisanej w czasie wojny na emigracji i wydanego po wojnie poza granicami Polski.
- Jerzy Braun – W państwie Asras
- Aleksander Wat – Niech żyje Europa! (Ze wspomnień byłego Europejczyka)
- Aleksander Wat – Historia ostatniej rewolucji w Anglii
- Ferdynand Goetel, Rafał Malczewski – Król Nikodem
- Stefan Grabiński – Engramy Szatery
- Stefan Grabiński – Opowieść o grabarzu (Gawęda zaduszna)
- Stefan Grabiński – Czarna Wólka
- Aleksander Junosza-Olszakowski – Grobowiec w Benihassan
- Aleksander Junosza-Olszakowski – Błękitna tęcza
- Antoni Marczyński – Biały jacht
- Stanisław Baliński – Miasto księżyców
- Stanisław Baliński – Śmiejący się Budda
- Janusz Meissner – Samolot Lecarte'a
- Jerzy Sosnkowski – Jeniec atmosfery
- Kazimierz Czyżowski – Szalony lotnik
- Feliks Burdecki – Rakietą na Merkury
- Mieczysław Krzepkowski – 40000 kilometrów nad Ziemią
- Stefan Wałdyka – Tajemnica zamku kurzętnickiego czyli ludzie bez nazwisk
- Bolesław Żarnowiecki – Bitwa
- Mieczysław Smolarski – Miasto Światłości
- Mieczysław Smolarski – Niezwykły kryształ
- Leonard Życki – Władca Grenlandii

### Tom VI:Przepowiednia(1986)
Zawiera mniej znane utwory napisane w latach 1958-1984: wczesne utwory uznanych pisarzy (np. Boruń, Wnuk-Lipiński), utwory autorów, którzy w momencie publikacji nie opublikowali autorskiego wyboru opowiadań (np. Stoff, Oramus), nowe utwory popularnych w momencie publikacji pisarzy (np. Baraniecki, Zajdel). Autor wyboru dodał do niego również mało znany utwór fantastyczny poety Andrzeja Bursy.
- Krzysztof Boruń – Spadkobiercy
- Andrzej Bursa – Smok
- Henryk Gajewski – Przepowiednia
- Edmund Wnuk-Lipiński – Krzyś
- Andrzej Stoff – Narzeczona z hibernatora
- Ryszard Sawwa – Paragraf 3
- Sławomir Pikuła – Fale na wodzie
- Robert F. Stratton – Hobby doktora Travena
- Jerzy Lipka – Co większe muchy
- Darosław J. Toruń – Test 54842
- Marek Baraniecki – Teatr w Dolinie Ciszy
- Janusz A. Zajdel – Chrzest bojowy
- Andrzej Drzewiński – Ku północy
- Konrad Fiałkowski – Telefon wigilijny
- Marek Oramus – Kwadrofoniczne delirium tremens